# Hothouse Flowers

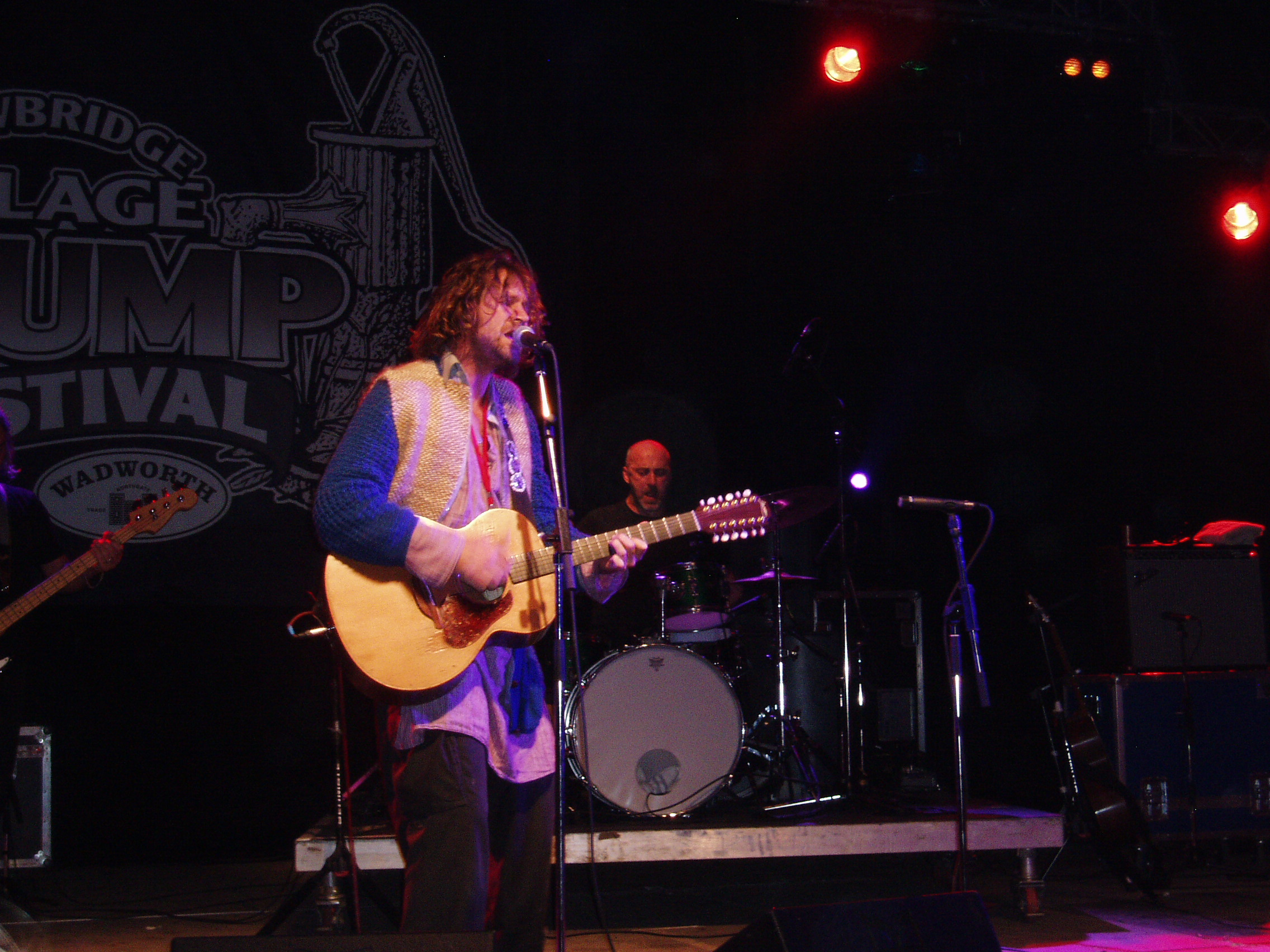
Die Hothouse Flowers auf dem Trowbridge Village Pump Festival 2007.

Hothouse Flowers ist eine irische Band. 

## Geschichte
Sie wurde 1985 gegründet und besteht derzeit aus Liam Ó Maonlaí (Gesang, Gitarre, Klavier), Peter O’Toole (Bass), Fiachna Ó Braonáin (Gitarre) und Dave Clarke (Schlagzeug). Musikalisch pflegt Hothouse Flowers eine Stilmischung aus Rock und Soul.
Ihr erstes Album People erreichte Platz 2 der UK-Albumcharts und Platz 1 der irischen Charts. Es gilt als das erfolgreichste Debütalbum einer irischen Band.

## Diskografie

### Studioalben
| Jahr | Titel               | Höchstplatzierung, Gesamtwochen, AuszeichnungChartplatzierungen (Jahr, Titel, Platzierungen, Wochen, Auszeichnungen, Anmerkungen) | Höchstplatzierung, Gesamtwochen, AuszeichnungChartplatzierungen (Jahr, Titel, Platzierungen, Wochen, Auszeichnungen, Anmerkungen) | Höchstplatzierung, Gesamtwochen, AuszeichnungChartplatzierungen (Jahr, Titel, Platzierungen, Wochen, Auszeichnungen, Anmerkungen) | Höchstplatzierung, Gesamtwochen, AuszeichnungChartplatzierungen (Jahr, Titel, Platzierungen, Wochen, Auszeichnungen, Anmerkungen) | Höchstplatzierung, Gesamtwochen, AuszeichnungChartplatzierungen (Jahr, Titel, Platzierungen, Wochen, Auszeichnungen, Anmerkungen) | Anmerkungen                     |
| Jahr | Titel               | DE | AT | CH | UK | US | Anmerkungen                     |
| ---- | ------------------- | --- | --- | --- | --- | --- | ------------------------------- |
| 1988 | People              | DE32 (11 Wo.)DE | AT20 (4 Wo.)AT | CH21 (4 Wo.)CH | UK2 Gold · (19 Wo.)UK | US88 (33 Wo.)US | Erstveröffentlichung: Mai 1988  |
| 1990 | Home                | DE32 (12 Wo.)DE | — | — | UK5 Gold · (21 Wo.)UK | US122 (16 Wo.)US | Erstveröffentlichung: Mai 1990  |
| 1993 | Songs From the Rain | DE79 (5 Wo.)DE | — | CH32 (2 Wo.)CH | UK7 Silber · (11 Wo.)UK | US156 (3 Wo.)US | Erstveröffentlichung: März 1993 |
| 1998 | Born                | — | — | — | UK97 (1 Wo.)UK | — | Erstveröffentlichung: Mai 1998  |

Weitere Alben
- 1990: The Best of
- 1991: Just a Note
- 1999: Live
- 2000: Greatest Hits
- 2000: Best Of
- 2003: The Vaults: Volume 1
- 2004: Live At The Ave: Colin Devlin
- 2004: Into Your Heart
- 2006: The Platinum Collection
- 2010: Goodnight Sun
- 2016: Let's Do That Thing

### Singles
| Jahr | Titel Album                                | Höchstplatzierung, Gesamtwochen, AuszeichnungChartplatzierungen (Jahr, Titel, Album, Platzierungen, Wochen, Auszeichnungen, Anmerkungen) | Höchstplatzierung, Gesamtwochen, AuszeichnungChartplatzierungen (Jahr, Titel, Album, Platzierungen, Wochen, Auszeichnungen, Anmerkungen) | Höchstplatzierung, Gesamtwochen, AuszeichnungChartplatzierungen (Jahr, Titel, Album, Platzierungen, Wochen, Auszeichnungen, Anmerkungen) | Höchstplatzierung, Gesamtwochen, AuszeichnungChartplatzierungen (Jahr, Titel, Album, Platzierungen, Wochen, Auszeichnungen, Anmerkungen) | Höchstplatzierung, Gesamtwochen, AuszeichnungChartplatzierungen (Jahr, Titel, Album, Platzierungen, Wochen, Auszeichnungen, Anmerkungen) | Anmerkungen                          |
| Jahr | Titel Album                                | DE | AT | CH | UK | US | Anmerkungen                          |
| ---- | ------------------------------------------ | --- | --- | --- | --- | --- | ------------------------------------ |
| 1988 | Don't Go People                            | DE26 (12 Wo.)DE | AT16 (4 Wo.)AT | — | UK11 (14 Wo.)UK | — | Erstveröffentlichung: April 1988     |
| 1988 | I'm Sorry People                           | — | — | — | UK53 (3 Wo.)UK | — | Erstveröffentlichung: Juli 1988      |
| 1988 | Easier in the Morning People               | — | — | — | UK77 (3 Wo.)UK | — | Erstveröffentlichung: September 1988 |
| 1990 | Give It Up Home                            | DE52 (10 Wo.)DE | — | — | UK30 (5 Wo.)UK | — | Erstveröffentlichung: April 1990     |
| 1990 | I Can See Clearly Now Home                 | — | — | — | UK23 (7 Wo.)UK | — | Erstveröffentlichung: Juli 1990      |
| 1990 | Movies Home                                | — | — | — | UK68 (3 Wo.)UK | — | Erstveröffentlichung: Oktober 1990   |
| 1993 | An Emotional Time Songs From the Rain      | — | — | — | UK38 (4 Wo.)UK | — | Erstveröffentlichung: Februar 1993   |
| 1993 | One Tongue Songs From the Rain             | DE55 (8 Wo.)DE | — | — | UK45 (3 Wo.)UK | — | Erstveröffentlichung: April 1993     |
| 1993 | Isn't It Amazing Songs From the Rain       | — | — | — | UK46 (2 Wo.)UK | — | Erstveröffentlichung: Juni 1993      |
| 1993 | This Is It (Your Soul) Songs From the Rain | — | — | — | UK67 (1 Wo.)UK | — | Erstveröffentlichung: November 1993  |
| 1998 | You Can Love Me Now Born                   | — | — | — | UK65 (1 Wo.)UK | — | Erstveröffentlichung: Mai 1998       |

Weitere Singles
- 1987: Love Don't Work This Way
- 1988: Feet On the Ground
- 1991: Christchurch Bells
- 1991: Hardstone City
- 1991: The Rose
- 1993: Thing of Beauty
- 2004: Your Love Goes On

## Auszeichnungen für Musikverkäufe
| Goldene Schallplatte - Kanada - 1988: für das Album People - Neuseeland - 1991: für das Album Home | Platin-Schallplatte - Australien - 1991: für das Album Home - Neuseeland - 1988: für das Album People |

Anmerkung: Auszeichnungen in Ländern aus den Charttabellen bzw. Chartboxen sind in ebendiesen zu finden.
| Land/RegionAuszeichnungen für Musikverkäufe (Land/Region, Auszeichnungen, Verkäufe, Quellen) | Silber  | Gold     | Platin     | Verkäufe | Quellen         |
| -------------------------------------------------------------------------------------------- | ------- | -------- | ---------- | -------- | --------------- |
| Australien (ARIA)                                                                            | —       | —        | Platin1    | 70.000   | aria.com.au     |
| Kanada (MC)                                                                                  | —       | Gold1    | —          | 50.000   | musiccanada.com |
| Neuseeland (RMNZ)                                                                            | —       | Gold1    | Platin1    | 30.000   | Einzelnachweise |
| Vereinigtes Königreich (BPI)                                                                 | Silber1 | 2× Gold2 | —          | 260.000  | bpi.co.uk       |
| Insgesamt                                                                                    | Silber1 | 4× Gold4 | 2× Platin2 |          |                 |